# Faridkot (dystrykt)
Faridkot – dystrykt w stanie Pendżab w Indiach.

## Informacje
Nazwa dystryktu pochodzi od głównego miasta Faridkot. W dystrykcie znajduje się 238 wiosek i 223 panchayats. Jest podzielony na 3 teshile:Faridkot,  Kotkapura, Jaitu. Całkowita powierzchnia dystryktu wynosi 1475,70 km².

## Demografia
W 2011 roku w dystrykcie Faridkot mieszkało 617 508 ludności, w tym 326 671 68 mężczyzn i 290 837 kobiet. W stosunku do wyników spisu z 2001 roku wzrosła gęstość zaludnienia z 378 osób na kilometr kwadratowy do 424 osób. Według spisu ludności z 2011 roku 69.55% ludności potrafi czytać i pisać, w tym 74.60% mężczyzn i 63.91% kobiet.

## Turystyka
Do miejsc wartych zobaczenia należą: Gurdwara Guru Ki Dhab - świątynia Sikhów, Gurudwara Godari Sahib, pałac Raj Mahal.